# Ein wahrer Charakter
Ein wahrer Charakter (russischer Originaltitel: Настоящий характер Nastojaschtschi charakter) ist ein 1938/39 verfasstes Filmszenario von Anton Makarenko.

## Inhalt
Im Mittelpunkt der Geschichte stehen der 16-jährige Betriebsschüler Wassili Wasja Kuleschow und einige seiner Mitschüler.
Wasja interessiert sich für die gleichaltrige Katja Dubrowa. Sie mag ihn auch, bandelt aber zeitweise mit dem großspurigen Nikolai Kolja Postnikow an. Dieser trumpft zusätzlich auf, als er Wasjas Hund Scharik von einer Eisscholle rettet, ohne dabei aber selbst ein großes Risiko einzugehen. Als Kolja und Katja eines Tages spazieren gehen, anstatt die Schule zu besuchen, spricht Wasja, der sie sieht, zunächst offen darüber, nimmt es dann aber aus Liebe zu Katja zurück. Daraufhin wird er als Lügner angesehen, gewinnt aber endgültig die Zuneigung des Mädchens.
Die Schüler fertigen in ihren Praxisstunden Schalter für die Rote Armee, schaffen aber aufgrund der umständlichen Konstruktion oftmals die Arbeitsnorm nicht. Wasja beschäftigt dieses Problem sehr und von seinem Vater angespornt entwickelt er ein neues Modell, bei dem die Form der Kontakte einem Schwalbenschwanz nachempfunden sind. Wasja baut heimlich in der Werkstatt ein Modell, jedoch gibt Kolja gegenüber dem Ingenieur Sagorski anschließend die Idee als seine eigene aus. Da er aber bestreitet, heimlich in der Werkstatt gewesen zu sein und Wasja bei der Fertigung der neuen Modelle auch viel verständiger arbeitet, bemerkt der Vorgesetzte die wahren Hintergründe.
Die Jugendlichen unternehmen eine Wasserwanderfahrt. Katja schließt sich Wasja an, der als einziger für sein Boot auch ein Segel hat. Der beleidigte Kolja stürzt von seinem Gefährt ins Wasser, wird aber von Wasja und Scharik gerettet. Er verspricht, das Missgeschick seines Nebenbuhlers nicht zu verraten. Der Dankbare spricht aber bei der nächsten Komsomolversammlung offen darüber und gesteht letztlich, dass nicht er das Modell gefertigt hat.

## Hintergrund und Veröffentlichungen
Als realer Hintergrund der Geschichte diente eine Erfindung von I. Tkatschenko, einem Zögling der Felix-Dserschinski-Kommune und späteren Schauspieler. Dieser hatte eine technische Verbesserung für einen Schalter vorgeschlagen, der die Form eines Schwalbenschwanzes hatte.
Laut einem Tagebucheintrag Makarenkos vom 26. September 1938 hatte er mit Sojusdetfilm einen Vertrag über ein Filmszenario abgeschlossen, das bis 1. Januar abgeschlossen sein sollte. Vermutlich schrieb der Autor das Werk von Mitte Dezember 1938 bis Anfang Januar 1939 in Moskau. Es trug ursprünglich den Titel Der Schwalbenschwanz, Makarenko änderte diesen aber um. Am 10. Januar 1939 wurde der Eingang des Szenarios bei der Dramaturgischen Abteilung des Studios registriert, wo man es aber aufgrund der fehlenden dramatischen Spannung kritisierte.
Im Makarenko-Archiv befinden sich eine Handschrift und zwei Typoskripte von Ein wahrer Charakter. Das handschriftliche Manuskript besteht aus fünf Teilen, die sich in einzelne Bilder gliedern. Der Entwurf bricht beim achten Bild des fünften Abschnitts ab. Er beinhaltet auch zwei Zeichnungen Makarenkos, die das alte und neue Schaltermodell zeigen. Des Weiteren liegt ein Skript des abgeschlossenen Werkes mit 88 Bildern vor, in denen Makarenko im Vergleich zum ersten Entwurf Kürzungen und stilistische Änderungen vornahm. Von dieser Fassung existiert ferner eine Kopie, die aufgrund von Splittungen über 91 Bilder verfügt und in wenigen Teilen redigiert ist. Inhaltlich stimmt es jedoch überwiegend mit dem anderen Typoskript überein.
Ein wahrer Charakter erschien in der Sowjetunion erstmals 1952 im sechsten Band der Werksammlung Makarenkos und erfuhr 1958 eine zweite Auflage. Ab 1960 wurde es im Rahmen der übersetzten Werksammlung auch in der DDR publiziert. Die darin wiedergegebene Form des Szenarios entspricht dem zweiten Typoskript.